# Горовецкий, Иван Феофанович
Иван Феофанович Горовецкий — советский хозяйственный, государственный и политический деятель, Герой Социалистического Труда.

## Биография
Родился в 1917 году в селе Стройниково (ныне Марто-Ивановка). Член ВКП(б) с 1957 года.
С 1930 года — на хозяйственной, общественной и политической работе. В 1930—1967 гг. — подпасок, пастух, буровик, буровой мастер, экскаваторщик на Байдаковском угольном разрезе, участник Великой Отечественной войны, машинист экскаватора Байдаковского угольного карьера комбината «Александрияуголь» Кировоградской области УССР.
Указом Президиума Верховного Совета СССР от 29 июня 1966 года присвоено звание Героя Социалистического Труда с вручением ордена Ленина и золотой медали «Серп и Молот».
Избирался депутатом Верховного Совета СССР 4-го и 5-го созывов.
Умер до 1985 года.